# Death (прото-панк-гурт)
Death — американський прото-панк гурт з міста Детройт, що його заснували 1971 року брати Боббі (бас, вокал), Девід (гітара) та Деніс (барабани) Гокні. Спочатку вони виконували музику в стилі фанк, але перейшли до рок-музики коли побували на концерті The Who. Ще одним джерелом натхнення стали відвідини концерту Alice Cooper. Музичний критик Пітер Маргасак відмічає, що Девід «підштовхнув гурт у напрямку жорсткого року, який дуже нагадував панк-рок, що з'явиться значно пізніше. І хоча це не допомогло їм знайти послідовників у середині 1970-х років, але сьогодні вони виглядають як вісники цього стилю». Ймовірно їх можна розглядати як один із найперших панк-рок-гуртів у світі. Гурт розпався в 1977 році, але знову об'єднався 2009 року, коли лейбл Drag City вперше випустив їхнє демо 70-х років.

## Історія
1964 року троє братів Гокні (Девід, Боббі і Деніс) разом зі своїм батьком були свідками першої появи The Beatles на Шоу Еда Саллівана. Наступного дня Девід знайшов на вулиці покинуту гітару і почав вчитись грати на ній. Невдовзі брати приєднались до нього і вони почали виконувати музику разом.
Брати репетирували і створювали демо-записи в одній із кімнат їхньої родинної оселі, а також виконували свої найперші концерти в гаражі. Спочатку називали себе Rock Fire Funk Express, але Девід переконав братів змінити назву гурту на Death. Як пригадував Боббі Гокні: «Його ідеєю було показати смерть з позитивного боку. Переконати нас було важко».
1975 року разом з інженером Джимом Вітті вони записали сім пісень на детройтській студії United Sound Studios. Авторами композицій були Боббі та Девід. За словами родини Гокні президент Columbia Records Клайв Девіс став спонсором колективу, але вимагав, щоб гурт змінив назву на щось більш комерційно привабливе. Коли Гокні відмовились, він припинив фінансувати цей проект. Вони встигли записати сім пісень із запланованих 12-ти. Наступного року вони самостійно випустили сингл на власному лейблі Tryangle: «Politicians in My Eyes», зворотня сторона — «Keep on Knocking». Тираж склав лише 500 екземплярів.
Гурт припинив існування 1977 року. Потім брати переїхали до Берлінгтона, де на початку 80-х років випустили два альбоми християнського року в складі гурту The 4th Movement. 1982 року Девід повернувся до Детройта, де помер від раку легенів у 2000 році. Боббі та Деніс продовжували проживати у Вермонті та грали у складі гурту Lambsbread, що виконував регі.
2008 року сини Боббі Гокні (Джуліан, Юрая та Боббі Джуніор) заснували гурт під назвою Rough Francis і почали виконувати кавер версії пісень гурту Death після того, як знайшли старі записи онлайн. 2009 року лейбл Drag City випустив усі сім пісень з їхніх записів 1975 року для United Sound на компакт-диску і LP під назвою ...For the Whole World to See. У вересні 2009 року відновлений гурт Death відіграв три концерти. Місце покійного Девіда Гокні зайняв гітарист Lambsbread Боббі Данкан.
2010 року творці телевізійної програми How I Met Your Mother (сезон 6, епізод 12) використали їхню пісню «Freakin' Out». Під час виступу 2010 року на фестивалі Boomslang гурт оголосив, що Drag City випустить їх новий альбом, що включає демо і сесійні записи до 1975 року. Альбом Spiritual • Mental • Physical вийшов у січні 2011 року. У 2011 році їхня пісня «You're A Prisoner» прозвучала у фільмі Вбий ірландця. Джефф Говлетт і Марк Ковіно створили незалежний документальний фільм про гурт під назвою A Band Called Death, що вийшов 2012 року.

## Дискографія

### Як RockFire Funk Express
- «People Save the World»/«RockFire Funk Express» 7" сингл (записаний 1973, вийшов 2011 на лейблі Third Man Records)

### Як Death
- «Politicians In My Eyes» зворотний бік «Keep on Knocking» 7" (записаний 1975, вийшов 1976 на лейблі Tryangle Records, перевиданий 2013 на лейблі Drafthouse Films)
- ...For the Whole World to See (записаний 1974, вийшов 2009 на лейблі Drag City)
- Spiritual • Mental • Physical (записи 1974-76, вийшов 2011 на лейблі Drag City)
- «Relief» онлайн-сингл (2012, CD Baby)[12]
- Сирі демо записи «Politicians In My Eyes» (записи 1974, вийшов онлайн на лейблі Drafthouse Films, 2013)
- «N.E.W.» (дата виходу: 21 квітня, 2015)

### Як The 4th Movement
- The 4th Movement LP (1980)
- Totally LP (1982)

## Фільмографія
- A Band Called Death DVD/Blu-ray (2013, Drafthouse Films)
- How I Met Your Mother епізод 'False Positive' (сезон 6, епізод 12) (2010) — пісня Freakin' Out
- Entourage епізод 'Bottoms Up' (сезон 7, епізод 5) (2011) — пісня Politicians In My Eyes